# IC 4609
IC 4609 ist eine elliptische Galaxie vom Hubble-Typ E-S0 im Sternbild Herkules. Sie ist schätzungsweise 492 Millionen Lichtjahre von der Milchstraße entfernt.
Das Objekt wurde am 28. Juli 1903 von Stéphane Javelle entdeckt.